# Louis Debroux
Louis Albert Joseph Ghislain Debroux (Walhain-Saint-Paul, 15 februari 1802 - Brussel, 20 november 1858) was een Belgisch volksvertegenwoordiger.

## Levensloop
Debroux was een zoon van de landbouwer Stanislas Debroux en van Anne-Marie Goblet. Stanislas was politiek actief: burgemeester van zijn gemeente, provincieraadslid en bestendig afgevaardigde voor Brabant.
Louis Debroux trouwde met Euphémie Blondiau. Van 1840 tot 1855 was hij notaris in 's-Gravenbrakel en in 1856 werd hij notaris in Brussel, maar een voortijdige dood onderbrak deze opgaande carrière.
Hij werd provincieraadslid voor Henegouwen (1846-1858) en was gemeenteraadslid, schepen en burgemeester (1848-1856) van 's-Gravenbrakel.
In 1848 werd hij verkozen tot liberaal volksvertegenwoordiger voor het arrondissement Zinnik. Hij oefende dit mandaat uit tot in 1852.